# Turk 182
Pour plus de détails, voir Fiche technique et Distribution.
Turk 182 est un film américain réalisé par Bob Clark, sorti en 1985.

## Synopsis
Un jeune artiste se lance dans une véritable croisade pour dénoncer l'injustice.

## Fiche technique
- Titre original et français : Turk 182
- Réalisation : Bob Clark
- Scénario : Denis Hamill, John Hamill et James Gregory Kingston
- Photographie : Reginald H. Morris
- Montage : Stan Cole
- Musique : Paul Zaza
- Production : Ted Field et René Dupont
- Pays d'origine : États-Unis
- Classification : PG-13[1]
- Format : Couleurs - 1,85:1 - Mono
- Genre : Action, comédie dramatique
- Durée : 96 minutes
- Date de sortie : 1985

## Distribution
- Timothy Hutton : Jimmy Lynch
- Robert Urich : Terry Lynch
- Kim Cattrall : Danny Boudreau
- Robert Culp : Mayor Tyler
- Darren McGavin : le détective Kowalski
- Steven Keats as Jockamo
- Paul Sorvino : lui-même
- Peter Boyle : le détective Ryan
- James Tolkan : Hanley
- Thomas Quinn : Hooly
- Norman Parker : Dr. Salco
- Dick O'Neill : le chef de Powerhouse
- Maury Chaykin : l'homme en fauteuil roulant
- Richard Zobel : l'intervieweur de la télévision
- David Wohl : le producteur de la télévision

## Distinctions
- 2 prix nominés au Razzie Awards en 1986 :
  - pire second rôle masculin (Robert Urich)
  - pire bande originale (Paul Zaza)